# Kleingewässer westlich Werlberge
Kleingewässer westlich Werlberge este o arie protejată (arie specială de conservare — SAC, sit de importanță comunitară — SCI) din Germania întinsă pe o suprafață de 49 ha, integral pe uscat.

## Localizare
Centrul sitului Kleingewässer westlich Werlberge este situat la coordonatele 52°27′09″N 11°40′07″E / 52.4525°N 11.6686°E.

## Înființare
Situl Kleingewässer westlich Werlberge a fost declarat sit de importanță comunitară în martie 2004 pentru a proteja 7 specii de animale. Situl a fost protejat și ca arie specială de conservare în decembrie 2018.

## Biodiversitate
Situată în ecoregiunea continentală, aria protejată conține 4 habitate naturale: Lacuri și iazuri distrofice naturale, Pajiști uscate europene, Păduri de fag Luzulo-Fagetum, Păduri acidofile de stejar bătrân cu Quercus robur pe câmpii nisipoase.
La baza desemnării sitului se află mai multe specii protejate:
- amfibieni (1): triton cu creastă (Triturus cristatus)
- mamifere (2): liliac cârn (Barbastella barbastellus), liliac cu urechi mari (Myotis bechsteinii)
- nevertebrate (4): croitorul mare al stejarului (Cerambyx cerdo), libelule (Leucorrhinia pectoralis), rădașcă (Lucanus cervus), Osmoderma eremita Complex

Pe lângă speciile protejate, pe teritoriul sitului au mai fost identificate 5 specii de amfibieni, 7 specii de mamifere, 1 specie de reptile.